# Oreocossus occidentalis
Oreocossus occidentalis is een vlinder uit de familie houtboorders (Cossidae). De wetenschappelijke naam van deze soort werd voor het eerst geldig gepubliceerd in 1913 door Strand.
De soort komt voor in tropisch Afrika.